# Медениково
Медениково — деревня в Костромском районе Костромской области. Входит в состав Кузьмищенского сельского поселения.

## География
Находится в юго-западной части Костромской области на расстоянии приблизительно 18 км на северо-восток по прямой от железнодорожной станции Кострома-Новая.

## История
В 1872 году здесь было учтено 27 дворов, в 1907 году — 56.

## Население
Постоянное население составляло 176 человек (1872 год), 262 (1897), 301 (1907), 9 в 2002 году (русские 100 %), 31 в 2022.